# Los húsares trágicos
"Los Húsares Trágicos" es una novela escrita por el chileno Jorge Inostroza, en donde se relatan las vidas (paralelamente) del padre de la patria y jefe de Estado José Miguel Carrera y el guerrillero patriota Manuel Rodríguez, hasta su muerte.
La novela relata las acciones de ambos caudillos durante la guerra por la Independencia de Chile, con personajes ficticios o reales que aparecen en la novela.
En la novela se acusa la opresión de la Logia Lautarina y sus caudillos Bernardo O'Higgins y José de San Martín, y su forma controladora y cruel de deshacerse de sus enemigos. También se relatan las vicisitudes de Carrera y Rodríguez, y sus amoríos.

## Argumento

### Manuel Rodríguez

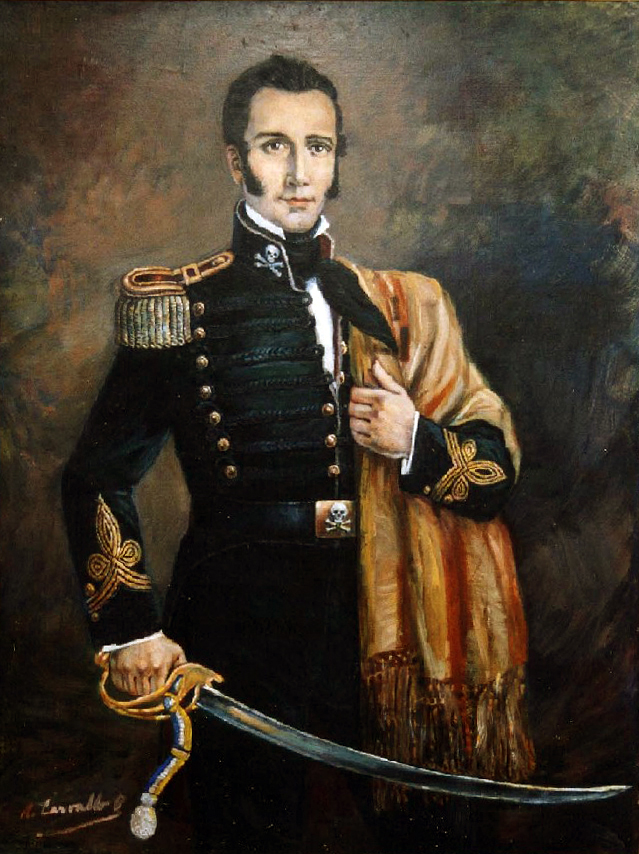
Manuel Rodríguez Erdoíza, Guerrillero chileno y Padre de la Patria.

#### Inicios
Manuel Rodríguez es hijo de un español con una chilena.
Su familia siempre se situó en lo que podría llamarse la clase muy baja, por sus bajos ingresos.
Fue aceptado en el Convictorio Carolino en donde conoce a José Miguel Carrera, 

#### La "Patria Vieja"
El año 1810 fue de agitación en Chile, y luego de la creación de la Primera Junta de Gobierno, Rodríguez se plegó al movimiento independentista.
Fue a la llegada de Carrera de España donde se alía a él y pasa a ser secretario durante su gobierno (1811-1814).
Se ve cómo ayuda a Carrera en sus tareas, apoyándolo firmemente.
En la guerra contra los españoles mandados por el virrey del Perú, (Fernando de Abascal y Souza) Rodríguez combate valientemente, y es uno de los últimos en escapar de Santiago tras la derrota del ejército patriota en el Desastre de Rancagua.

#### La "Reconquista"
A su llegada a Mendoza, Argentina, Rodríguez se distancia de Carrera dado que ya no lo ve más debido a los problemas de Carrera con las autoridades locales.
A pesar de su rivalidad con el gobernador de la provincia de Cuyo, José de San Martín debido a que es miembro de la Logia Lautarina y hermano masónico de Bernardo O'Higgins, enemigo de Carrera, le pide fervientemente que le deje cruzar los Andes de vuelta a Chile, para servirle de espía, a lo que San Martín acepta.
Es ahí cuando Rodríguez recluta campesinos en todo Chile, formándolos en guerrillas, sembrando el caos y el desconcierto en las filas realistas, permitiendo así que se dispersen, dándole una excelente oportunidad de victoria al ejército que se estaba formando en Mendoza.
Recluta al bandido José Miguel Neira, de quien se hace amigo y lo guía por el camino patriota.

#### La "Patria Nueva"
Tras la victoria del ejército libertador en la Batalla de Chacabuco, San Martín nombra a Rodríguez gobernador.
Pero comenzaría a tener problemas al saber que O`Higgins, ahora Director Supremo de la nación, no lo quería en el cargo de gobernador, enemistándose con él.
Fue entonces cuando crea el regimiento de los "Húsares de la Muerte", dispuesto a defender Santiago tras la noticia de la derrota de los patriotas en el Batalla de Cancha Rayada (1818), en donde se rumoreaba la muerte de O`Higgins y la huida de San Martín.
Cabe destacar que Rodríguez jugó un papel fundamental al evitar la huida masiva de Santiago, lo que conllevaría al fin de la Patria Nueva.
Cuando se sabe que O`Higgins no había muerto y San Martín no había escapado, la clama vuelve, pero al regreso de O`Higgins, Rodríguez es arrestado ya que O`Higgins consideraba que éste seguía manteniendo lazos con Carrera, en ese entonces en Argentina
Mientras lo escoltan, según el autor, en las cercanías de Til-Til es asesinado por los guardias, el 26 de mayo de 1818.

### José Miguel Carrera
En cuanto a Carrera, se relata su vida, sus planes durante la Primera Junta de Gobierno, su situación durante el poder, su participación en la guerra por la independencia de la Patria Vieja (1813-1814) hasta el Desastre de Rancagua y su huida a Argentina, con sus consecuentes problemas con los lautarinos, su viaje a Estados Unidos, su reclusión en Buenos Aires, hasta su participación junto a los caudillos federales argentinos de Santa Fe (Estanislao López) y de Entre Ríos (Francisco Ramírez).
Se relata también sus batallas contra las fuerzas unitarias bonaerenses, la toma de la capital argentina, su rechazo al mando de Argentina dos veces, y su apoyo durante el corto gobierno del general Carlos María Alvear.
También sus aventuras con los indios y por último, su acción como montonero y su ejecución en Mendoza.
La novela muestra la realidad de aquel entonces, el poder de la Logia Lautarina y las injusticias que habría cometido abusando de su poder. Un ejemplo de esto es Bernardo Monteagudo.

## Personajes

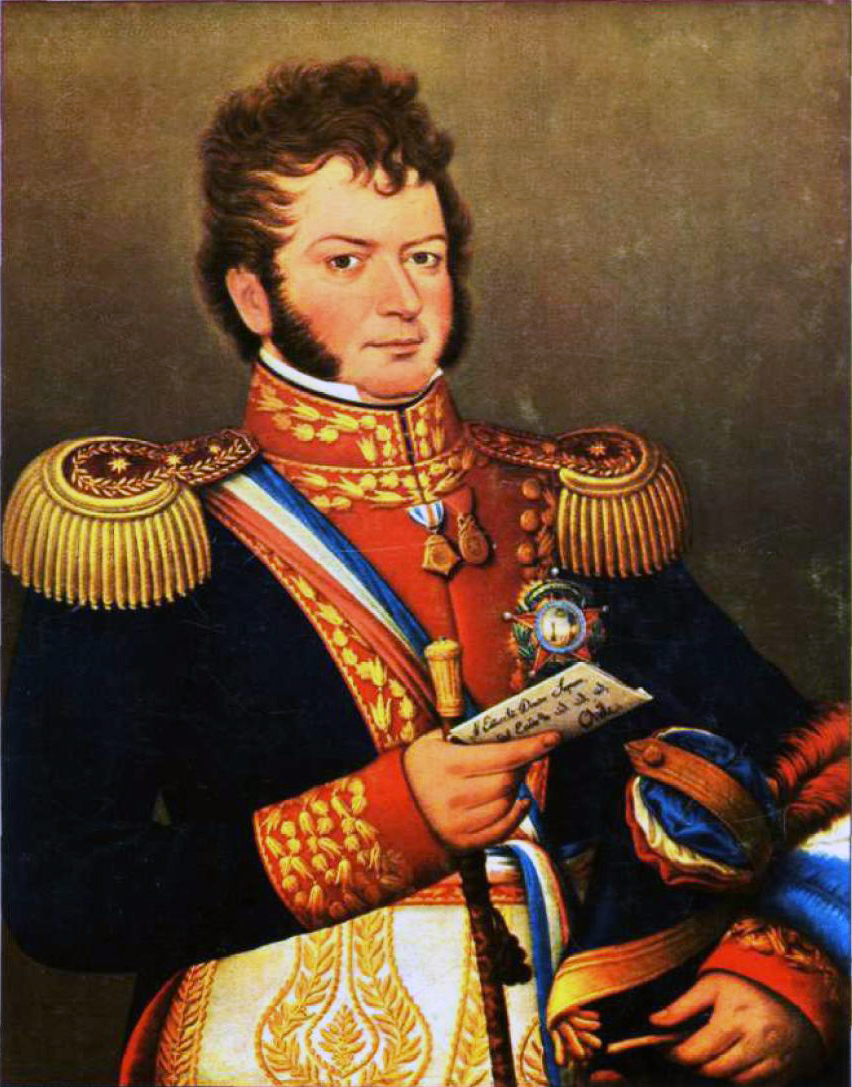
Bernardo O`Higgins, Director Supremo de Chile (1817-1823), General en Jefe del Ejército chileno (1814). Brigadier del ejército Libertador. Miembro de la Logia Lautarina.

### Principales

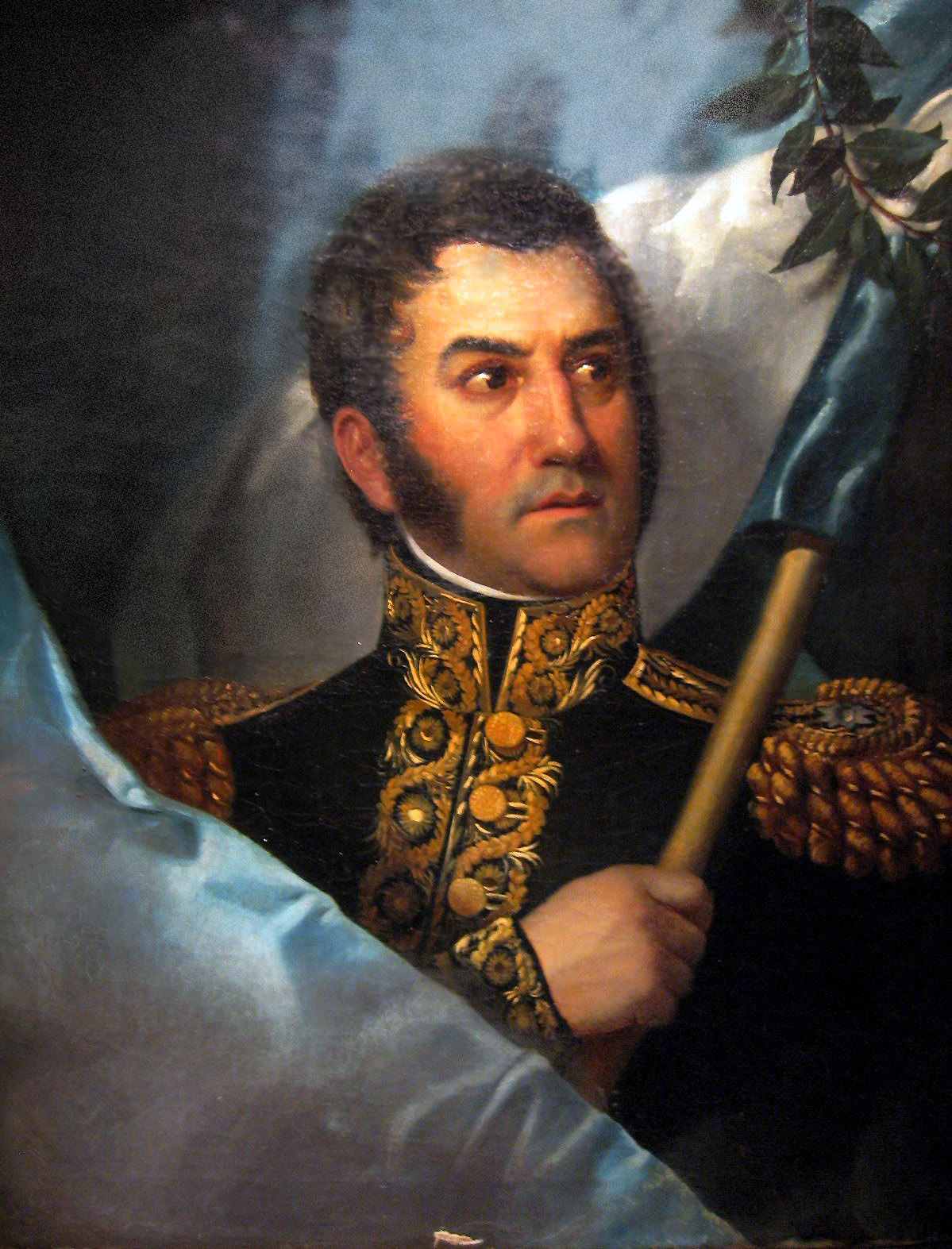
José de San Martín, militar argentino, director de las campañas de Chile y Perú.

- José Miguel Carrera
- Manuel Rodríguez
- José de San Martín
- Bernardo O'Higgins
- Javiera Carrera
- Luis Carrera
- Juan José Carrera
- Mercedes Fontecilla

### Secundarios
- Bernardo Monteagudo
- Ignacio de la Carrera
- Joel Roberts Poinsett
- José María Benavente
- Juan Martínez de Rozas
- Carlos María de Alvear
- José Miguel Neira

### Personajes terciarios pero relevantes
- Mariano Osorio
- Casimiro Marcó del Pont
- Gabino Gaínza
- Antonio Pareja
- José Fernando de Abascal

### Personajes históricos lejanos
- Napoleón Bonaparte
- Carlos IV de España
- Fernando VII de España
- Simón Bolívar

- Datos: Q5980949